# Hohlschliff

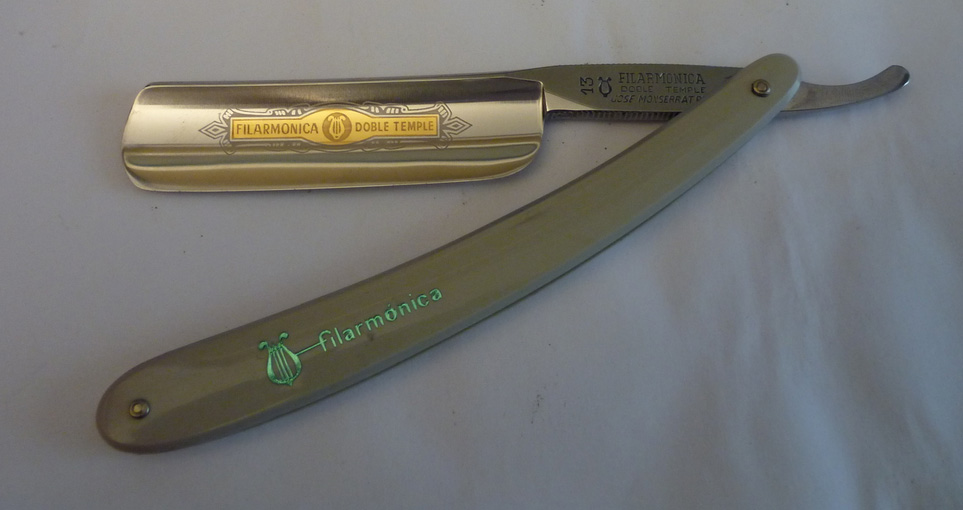
Ein Rasiermesser mit Hohlschliff

Der Hohlschliff beschreibt eine bestimmte mittels Schleifen geformte Klingengeometrie an Werkzeug- und Waffenschneiden, die sich durch einen konkaven, d. h. nach innen gewölbten Anschliff auszeichnet.
Der Hohlschliff entsteht durch eine oder zwei konkav geschliffene Flächen, welche an der verjüngten Stelle die Schneide bilden. Hergestellt wird der Schliff mittels einer quer zur Schneide rotierenden Schleifscheibe oder mit einem Schleifstein. Die Scheibe höhlt den Werkstoff aus, wobei der Radius der Scheibe die Stärke der Hohlung bestimmt. Die Größe der gesamten Hohlung hängt weiterhin auch von der Dicke des Werkstückes ab. Durch diesen Schliff wird das Werkstück (z. B. eine Klinge) schärfer, verliert aber auch an Stabilität und Widerstandsfähigkeit.  Aus diesem Grund werden vorwiegend Schneiden, die eher an weicheren Materialien zum Einsatz kommen, mit einem Hohlschliff versehen.
Einen Hohlschliff haben zumeist Rasiermesser, Scheren und Schnitzmesser.
Auch Schlittschuhkufen erhalten einen Hohlschliff, diesen jedoch durch Längsschliff an einer dünnen Schleifscheibe mit ausgerundeter Kante.